# Nerdcore
Ne doit pas être confondu avec Nardcore.
Le nerdcore est un genre musical de hip-hop caractérisé par des thèmes et sujets considérés intéressants pour les nerds. L'artiste auto-revendiqué nerdcore MC Frontalot est le premier à utiliser le terme pour décrire ce genre dans sa chanson Nerdcore Hiphop sortie en 2000. Frontalot, comme la plupart des musiciens de nerdcore, autoproduit ses chansons et les fait paraître gratuitement sur Internet. Dans son genre, le nerdcore se base sur le DIY, l'autopublication et l'autoproduction.
Les musiciens orientés nerdcore rappent sur plusieurs sujets oscillant entre politique et science-fiction, et souvent sur quelques sujets comme Star Wars, les jeux vidéo de rôle, la science, la fantasy et les ordinateurs. D'autres musiciens orientés hip-hop parlent de mêmes sujets mais ne se revendiquent pas nerdcore (comme Blackalicious). Cependant, le nerdcore ne se concentre pas uniquement sur ces sujets comme en témoignent les chansons de Frontalot. La différence ne s'effectue, en réalité, que par l'auto-identification ; les membres du groupe Blackalicious ne s'identifient pas comme « nerds », contrairement à Frontalot.

## Caractéristiques
Bien que principalement caractérisé par ses paroles, le nerdcore ne possède aucune spécificité sonore et varie selon les musiciens. Un thème commun, en particulier dans les débuts du genre, reste l'échantillonnage sonore.

## Histoire
La première utilisation connue du terme « nerdcore hip hop » vient de MC Frontalot en 2000. Cependant, et bien avant cette période, des groupes et musiciens tels que les Beastie Boys, Kool Keith, Deltron 3030, MC 900 Ft. Jesus, MC Paul Barman, Company Flow, et MF Doom commençaient à explorer des sujets qui allaient bien au-delà de la culture traditionnelle du hip-hop, dont les sujets stéréotypés « nerds » comme l'espace et la science-fiction. Bien que ces musiciens underground ne s'impliquent généralement pas dans la culture geek et ne sont pas catégorisés dans le genre nerdcore, ils sont considérés comme les précurseurs de ces derniers et les prédécesseurs de Frontalot, qui, lui, s'inspirera de ces artistes. L'album des Beastie Boys orienté science-fiction Hello Nasty sorti en 1998, qui inclut des voix robotiques et des sons tirés de jeux vidéo, atteint les classements et aidera au développement du genre nerdcore. Le nerdcore s'inspire également et clairement de la culture geek, de musiciens comme They Might Be Giants, « Weird Al » Yankovic, et d'albums comme It's All About The Pentiums (1999) et White and Nerdy (2006).
En été 2004, le genre fait un grand pas en avant au Penny Arcade Expo, à Bellevue, WA. Des musiciens associés aux geek comme le « rappeur officiel » de Penny Arcade MC Frontalot et Optimus Rhyme y font leur apparition. L'année suivante, deux concerts sont organisés à l'édition 2005 du Penny Arcade Expo et inclut des groupes de hip-hop nerds ; un DVD de cette édition est ensuite commercialisé. Après cette édition, quelques labels nerdcore commencent à voir le jour. Toujours en 2005, un nouveau sous-genre musical du nerdcore appelé geeksta rap (une parodie de gangsta rap) est lancé.
En 2006, le rappeur nerdcore Jason Z. Christie, alias High-C, lance le premier site web uniquement consacré au nerdcore, NerdcoreHipHop.com. Hormis ce site, High-C lance également la première compilation de nerdcore. Peu après la sortie de ces compilations, le genre nerdcore commence à attirer l'intérêt de la presse spécialisée internationale. En parallèle, High-C apparaît dans le film Nerdcore For Life. 
Chaque été entre 2008 et 2013, les rappeurs nerdcore et autres groupes de musiques nerd jouent à Orlando, en Floride aux États-Unis, dans un événement appelé Nerdapalooza,. Glitched: The Dutch Nerdcore Event est le premier événement intégralement nerdcore organisé depuis 2009 hors des frontières américaines, à Amsterdam aux Pays-Bas,.

## Groupes notables
Les musiciens et groupes notables de nerdcore incluent : 2 Skinnee J's (en), Beefy, Commodore 64, Dan Bull, Dual Core, Jesse Dangerously (en), MC Chris (en),, MC Frontalot, MC Hawking (en),, MC Lars (en), MC Router (en), et MF DOOM, Optimus Rhyme (en),.